# Air Batang
Air Batang is een bestuurslaag in het regentschap Kaur van de provincie Bengkulu, Indonesië. Air Batang telt 818 inwoners (volkstelling 2010).